# Everything Changes
Everything Changes е вторият албум на британската поп група Тейк Дат от 1993 година. С него музикантите поставят музиката си на по-високо ниво, печелейки по-възрастни почитатели, както и задържайки досегашните си фенове – предимно тийнейджъри. Албумът е номиниран за награда Mercury Music Prize. Everything Changes включва три сингъла, стигнали до номер едно в класациите, като първият изобщо за групата е Pray, а останалите два – Relight My Fire и Babe.

## Списък на песните

### Оригинален траклист
1. Everything Changes – 3:34
2. Pray – 3:45
3. Wasting My Time – 3:45
4. Relight My Fire – 4:11
5. Love Ain't Here Anymore – 3:49
6. If This Is Love – 3:56
7. Whatever You Do to Me – 3:44
8. Meaning of Love – 3:46
9. Why Can't I Wake Up with You – 3:37
10. You Are the One – 3:47
11. Another Crack in My Heart – 3:46
12. Broken Your Heart – 3:46
13. Babe – 4:51

### Японско издание
1. All I Want Is You – 3:21

### Разширено издание
1. No Si Aqui No hay Amor – 3:55
2. The Party Remix (Relight My Fire, Could It Be magic, It Only Takes A minute, Everything Changes) – 7:16
3. All I Want Is You – 3:21
4. Babe (Return Mix) – 4:55